# Яйце зі смужками синьої емалі
«Яйце зі смужками синьої емалі» — ювелірне великоднє яйце виготовлене фірмою Карла Фаберже на замовлення в Санкт-Петербурзі між 1885 і 1891 роками. Даних про замовника і першого власника немає. Зберігається в приватній колекції Ставроса Ніархоса в Парижі (Франція).

## Опис
Ювелірне великоднє «Яйце зі смужками синьої емалі» зроблено з зеленого, червоного і жовтого золота, прикрашено сапфірами, діамантами, эмалировано прозорою синьою емаллю. На вершині яйця розташована Імператорська корона, прикрашена гранованими сапфірами і діамантами. Яйце спочиває на круглій золотий опорі. Оригінальний сюрприз, по всій ймовірності виготовлений з адуляру, втрачено.

### Сюрприз
Ювелірне великоднє «Яйце зі смужками синьої емалі» всередині містить мініатюрного кролика, вирізаного з агату з рубіновими очима. Оригінальний сюрприз загублений. Існує думка, що ймовірно він був виготовлений з адуляру.

## Історія
Словосполучення «Яйця Фаберже» стало синонімом розкоші та емблемою багатства імператорського дому і дореволюційної Росії.
Виготовлено в Санкт-Петербурзі ювелірним будинком Карла Фаберже між 1885—1891 роками. Даних про власника немає. У 1921 році, куплено Олександром Тилландром (Фінляндія). У 1924 році перепродано пану Попперу (Будапешт). У 1953 Галерея Хаммер (Нью-Йорк). З 1962 року Ставрос Ниархос (Париж, Франція). Зберігається в колекції Ставроса Ніархоса в Парижі (Франція).